# Setophaga subita
La reinita de Barbuda (Setophaga subita) es una especie de ave paseriforme de la familia Parulidae endémica de Barbuda.  Anteriormente se consideraba una subespecie de la reinita mariposera.

## Descripción

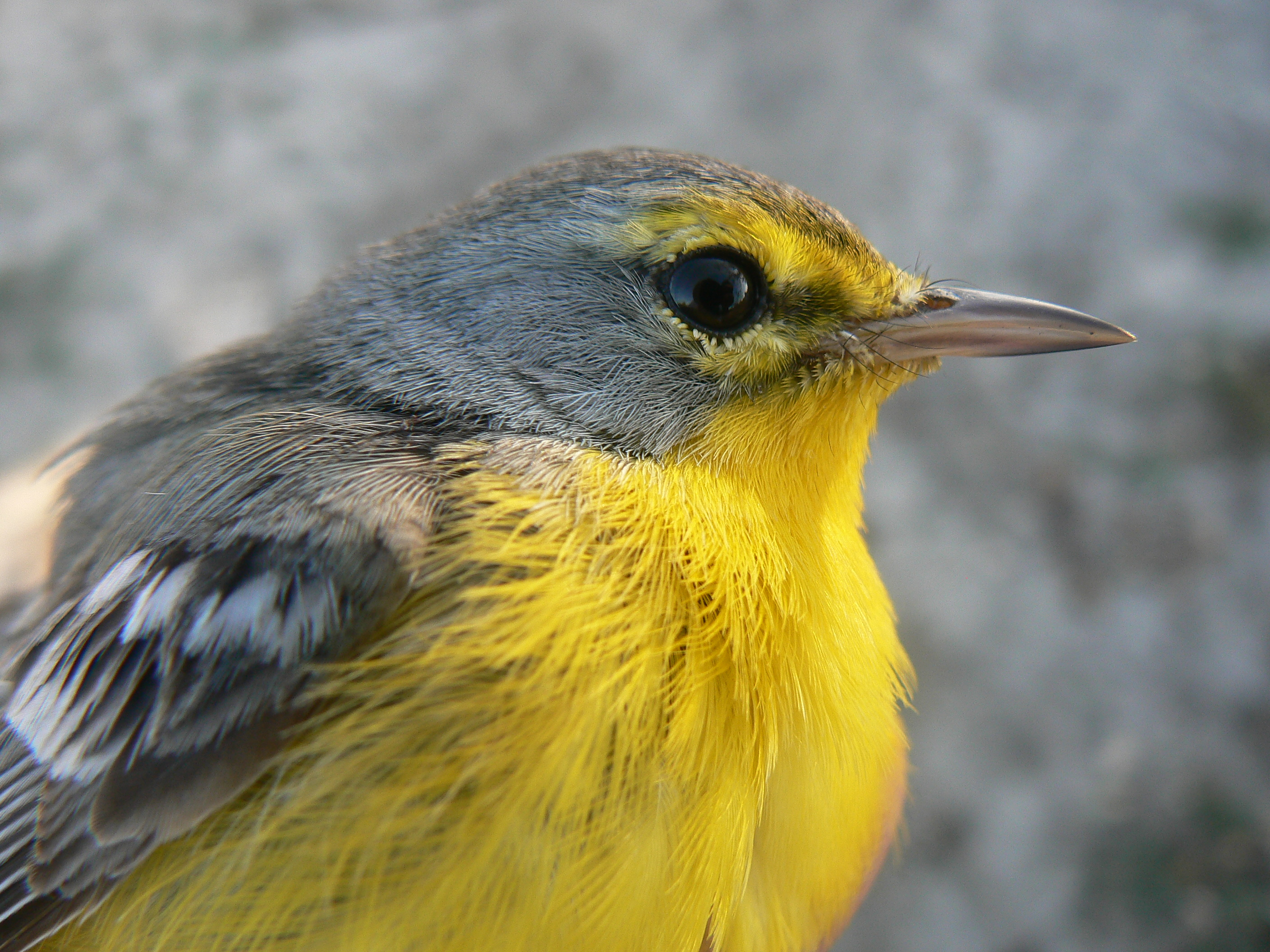
Detalle de la cabeza.

La reinita de Barbuda mide alrededor de 12,5 cm de largo. El plumaje de sus partes superiores es principalmente de color gris azulado y el de las inferiores amarillo intenso, salvo la parte inferior de la cola que es blanca. Presenta listas superciliares y medialunas bajo los ojos amarillas, y una fina lista blanquecina en las alas. Su pico es grisáceo y puntiagudo.

## Distribución y hábitat
Se encuentra en las zonas de matorral costero cercanas a los humedales de la isla de Barbuda. Está amenazada por la pérdida de hábitat.